# Carlos Azpúrua
Carlos Azpúrua (Caracas, 1950) és un director de cinema, polític i promotor cultural veneçolà.

## Biografia
Va començar a estudiar sociologia, però la deixà per dedicar-se al cinema. Va aprendre de manera autodidacta i el 1977 va rodar el seu primer documental Yo hablo a Caracas, sobre la degradació del riu Amazones i l'aculturació dels indígenes provocada pels evangelitzadors protestants. Després va fer documentals com Caño Mánamo (1983), Detrás de la noticia (1986), Amazonas, el negocio de este mundo (1986) i Bosque silencioso (1996), tots ells compromesos en la defensa dels indígenes veneçolans.
El seu primer llargmetratge fou Disparen a matar (1991), que va obtenir 18 premis internacionals, fou premiada al Festival de Huelva i nominada al Goya a la millor pel·lícula estrangera de parla hispana de 1993. El seu segon llargmetratge, Amaneció de golpe, no el va rodar fins 1998, amb guió de José Ignacio Cabrujas i amb que també va obtenir 12 premis internacionals.
El 1989 fou elegit diputat al Congrés Nacional de Veneçuela i nomenat president de la Comissió de Cultura. Des d'aquest càrrec va impulsar l'aprovació de la Llei de Drets d'Autor, de la Llei d'Artesania i de la Llei de la Cinematografia Nacional. Va deixar l'escó el 1993. De 1997 a 2001 ha estat President de l'Associació d'Autors Cinematogràfics (ANAC). Militant de Pàtria per a Tots i declarat partidari d'Hugo Chávez, el 2002 fou nomenat Comissionat Especial del Ministre d'Educació, Cultura i Esports per a la Reforma de la Llei de la Cinematografia, i en 2003 va promoure la creació de la Fundació Festival Iberoamericà de Caracas, que també va presidir
El 2004 va produir dos documentals més, La conspiración petrolera i Juan Pablo Pérez Alfonso: el profeta olvidado. El 2006 va rodar el seu tercer llargmetratge, Mi vida por Sharon, ¿o qué te pasa a ti?, protagonitzada pel conegut actor de telenovel·les Carlos Mata.
A les eleccions parlamentàries de Veneçuela de 2015 fou candidat del Gran Pol Patriòtic Simón Bolívar per l'estat Miranda, però no va assolir escó. Es va produir una forta polèmica perquè abans de les eleccions Nicolás Maduro va ordenar emetre per televisió la seva pel·lícula Disparen a matar.

## Filmografia
- Yo hablo a Caracas (documental, 1977)
- La propia gente (documental, 1981)
- Caño Mánamo (documental, 1983)
- Detrás de la noticia (documental, 1986)
- Amazonas, el negocio de este mundo (documental, 1986)
- Disparen a matar (1991)
- El bosque silencioso (documental, 1996)
- Amaneció de golpe (1998)
- La conspiración petrolera (documental, 2004)
- Juan Pablo Pérez Alfonso: el profeta olvidado (documental, 2004)
- Mi vida por Sharon, ¿o qué te pasa a ti? (2006)